# Сіннівська сільська рада
Сінні́вська сільська́ ра́да — колишній орган місцевого самоврядування у Краснопільському районі Сумської області. Адміністративний центр — село Сінне.

## Загальні відомості
- Населення ради: 849 осіб (станом на 2001 рік)

## Населені пункти
Сільській раді підпорядковані населені пункти:
- с. Сінне
- с. Барилівка
- с. Гнилиця
- с. Грунівка

## Склад ради
Рада складається з 12 депутатів та голови.
- Голова ради: Гуков Олександр Михайлович
- Секретар ради: Кулик Григорій Костянтинович

### Керівний склад попередніх скликань
| Прізвище, ім'я, по батькові | Основні відомості                                                                                          | Дата обрання | Дата звільнення |
| --------------------------- | --- | ------------ | --------------- |
| Гуков Олександр Михайлович  | Сільський голова, 1963 року народження, освіта вища, член Соціал-демократичної партії України (об'єднаної) | 26.03.2006   | 31.10.2010      |
| Гуков Олександр Михайлович  | Сільський голова, 1963 року народження, освіта вища, безпартійний                                          | 31.10.2010   |                 |

Примітка: таблиця складена за даними сайту Верховної Ради України